# Votre fils et frère
Pour plus de détails, voir Fiche technique et Distribution.
Votre fils et frère (Ваш сын и брат, Vash syn i brat) est un film soviétique réalisé par Vassili Choukchine, sorti en 1965,. Le film fut en partie tourné dans le village du Haut-Altaï de Manjerok.

## Fiche technique
- Photographie : Valeri Ginzburg
- Musique : Pavel Tchekalov
- Décors : Igor Bakhmetiev
- Montage : Natalia Loginova